# 2571 Geisei
2571 Geisei eller 1981 UC är en asteroid i huvudbältet som upptäcktes den 23 oktober 1981 av den japanska astronomen Tsutomu Seki vid Geisei-observatoriet. Den är uppkallad efter den japanska byn Geisei i vilken Geisei-observatoriet finns.
Asteroiden har en diameter på ungefär 6 kilometer.